# World Series 1935
Le World Series 1935 sono state la 32ª edizione della serie di finale della Major League Baseball al meglio delle sette partite tra i campioni della National League (NL) 1935, i Chicago Cubs e quelli della American League (AL), i Detroit Tigers. A vincere il loro primo titolo furono i Tigers per quattro gare a due.
I Tigers vinsero malgrado l'avere dovuto rinunciare al prima base Hank Greenberg. Questi in gara 2 si scontrò col ricevitore dei Cubs Gabby Hartnett rompendosi il polso e perdendo il resto della serie. Marv Owen lo sostituì come prima base e batté una sola valida in 20 turni in battuta. A sua volta Flea Clifton sostituì Owen come terza base e concluse con 0 su 16 in battuta.
I Cubs vinsero 21 gare consecutive nel mese di settembre (al 2017 ancora un record), strappando il pennant della National League con 4 gare di vantaggio sui St. Louis Cardinals campioni della World Series in carica.

## Sommario
Detroit ha vinto la serie, 4-2.
| Gara | Data      | Risultato                                        | Stadio        | Tempo | Pubblico |
| ---- | --------- | ------------------------------------------------ | ------------- | ----- | -------- |
| 1    | 2 ottobre | Chicago Cubs – 3, Detroit Tigers – 0             | Navin Field   | 1:51  | 47.391   |
| 2    | 3 ottobre | Chicago Cubs – 3, Detroit Tigers – 8             | Navin Field   | 1:59  | 46.742   |
| 3    | 4 ottobre | Detroit Tigers – 6, Chicago Cubs – 5 (11 inning) | Wrigley Field | 2:27  | 45.532   |
| 4    | 5 ottobre | Detroit Tigers – 2, Chicago Cubs – 1             | Wrigley Field | 2:28  | 49.350   |
| 5    | 6 ottobre | Detroit Tigers – 1, Chicago Cubs – 3             | Wrigley Field | 1:49  | 49.237   |
| 6    | 7 ottobre | Chicago Cubs – 3, Detroit Tigers – 4             | Navin Field   | 1:57  | 48.420   |

## Hall of Famer coinvolti
- Umpire: Bill McGowan
- Tigers: Mickey Cochrane, Charlie Gehringer, Goose Goslin, Hank Greenberg
- Cubs: Gabby Hartnett, Billy Herman, Chuck Klein, Freddie Lindstrom